# 858 El Djezaïr
858 El Djezaïr è un asteroide della fascia principale del diametro medio di circa 23,51 km. Scoperto nel 1916, presenta un'orbita caratterizzata da un semiasse maggiore pari a 2,8096751 UA e da un'eccentricità di 0,1034777, inclinata di 8,88291° rispetto all'eclittica.
Il suo nome è un omaggio alla città di Algeri, capitale dell'Algeria, di cui El Djezaïr è il nome arabo che significa Le isole.